# Coptodactyla merdeka
Coptodactyla merdeka är en skalbaggsart som beskrevs av Reid 2000. Coptodactyla merdeka ingår i släktet Coptodactyla och familjen bladhorningar. Inga underarter finns listade i Catalogue of Life.